# 田原本警察署
田原本警察署（たわらもとけいさつしょ）は、奈良県警察にかつて存在した警察署の一つである。天理警察署田原本警察庁舎として業務を継続する。

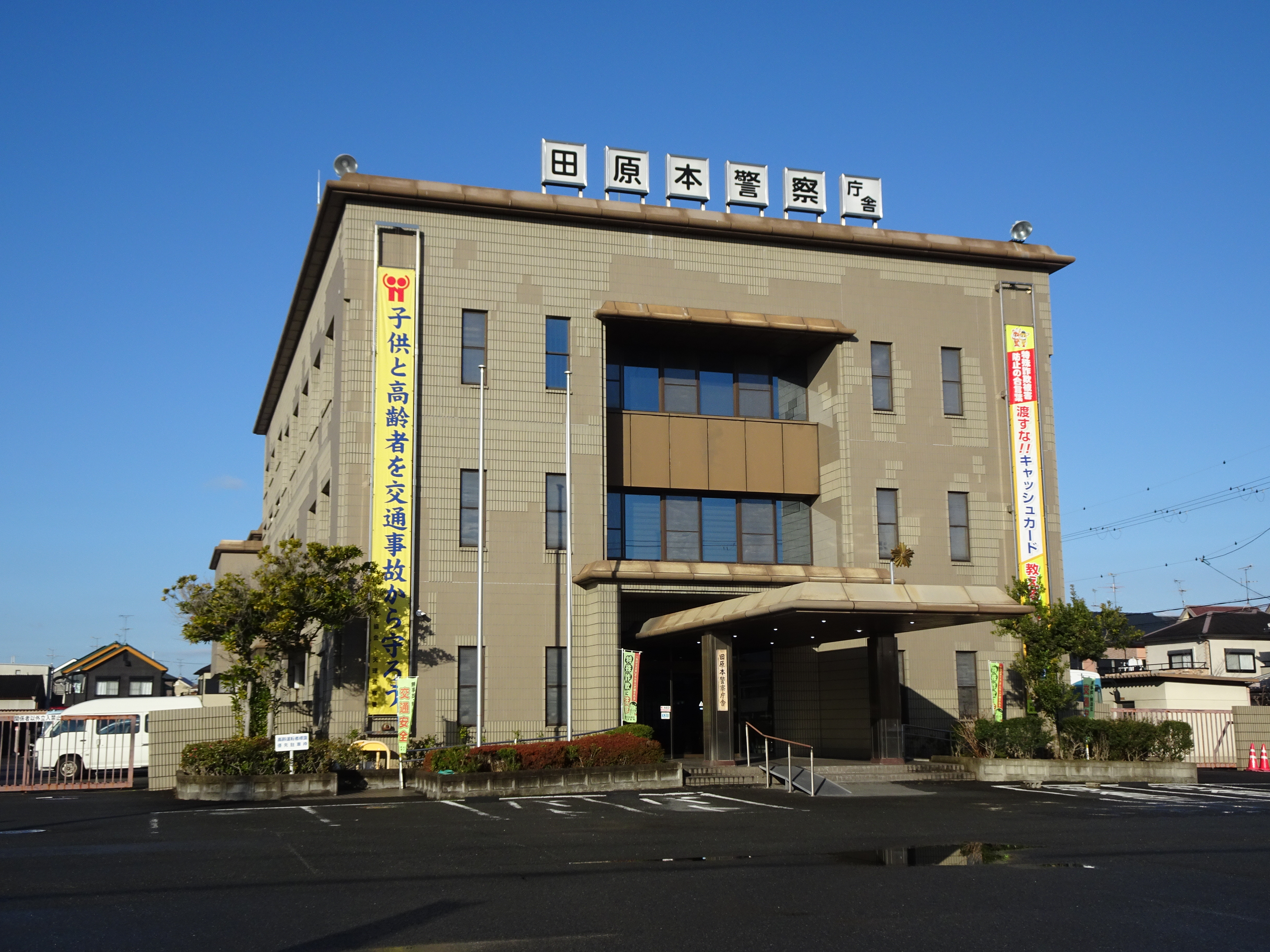
田原本警察署庁舎（現：天理警察署田原本警察庁舎）

## 所在地
- 奈良県磯城郡田原本町大字新町24番地の1

## 管轄区域
- 磯城郡川西町、三宅町、田原本町

## 沿革
- 2014年（平成26年）3月3日：警察署再編整備計画に伴い天理警察署に統合された。奈良県天理警察署田原本警察庁舎[1]。

## 交番・駐在所
（ ）の中は所在地

### 交番
- 田原本駅前交番（田原本町(大字無し)）
- 三宅交番（三宅町伴堂）
- 川西交番（川西町結崎）

### 駐在所
- 大木駐在所（田原本町大木）
- 鍵駐在所（田原本町鍵）
- 宮古駐在所（田原本町宮古）
- 平野駐在所（田原本町平野）